# Robert McGinnis

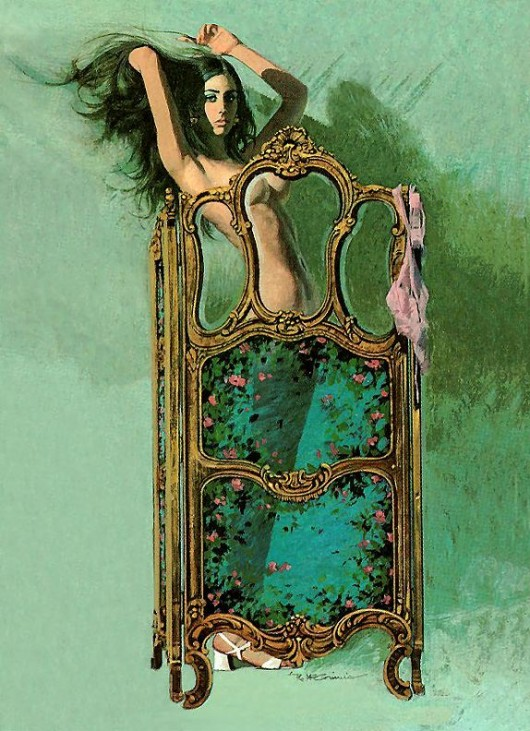
Portada de McGinnis per a la novel·la Nymph to the Slaughter de Carter Brown (1963)

Robert McGinnis   (Cincinnati, 3 de febrer de 1926 - Old Greenwich, 10 de març de 2025) va ser un artista i il·lustrador estatunidenc. És conegut per les il·lustracions de més de 1.200 portades de llibres de butxaca, i més de 40 pòsters de pel·lícules, incloent Esmorzar amb diamants (la seva primera tasca de cartell per a pel·lícula), Barbarella i diverses pel·lícules de James Bond i Matt Helm.

## Biografia
Nascut Robert Edward McGinnis a Cincinnati (Ohio), es va criar a Wyoming (Ohio). McGinnis es va convertir en aprenent a Walt Disney Studios, després va estudiar belles arts a la Universitat d'Ohio. Després del servei de guerra a la Marina Mercant, va entrar a la publicitat i una trobada casual amb Mitchell Hooks el 1958 el va portar a ser presentat a Dell Publishing on va començar una carrera dibuixant una varietat de portades de rústica per a llibres escrits per autors com Donald E. Westlake (escrivint com Richard Stark), Edward S. Aarons, Erle Stanley Gardner, Richard S. Prather i les sèries Michael Shayne i Carter Brown.
McGinnis més endavant va fer l'art per a Ladies' Home Journal, Woman's Home Companion, Good Housekeeping, Time, Argosy, Guideposts i The Saturday Evening Post.
Va ser el dissenyador principal de The Hallelujah Trail (1965). L'atenció de McGinnis als detalls va ser tal que quan li van assignar l'obra d'art per a Arabesc va demanar que li enviés el vestit de ratlles de tigre de Sophia Loren perquè el portés un model per tal que tingués l'aspecte adequat. El 1985, McGinnis va rebre el títol d'«Artista romàntic de l'any» de la revista Romantic Times per les seves nombroses portades de novel·la romàntica.
Des del 2004, McGinnis va crear il·lustracions de portada per a la sèrie recopilatòria de Hard Case Crime. A partir del 2016, va pintar una sèrie de portades d'estil retro per a reedicions de llibres de Neil Gaiman. Va ser membre del Saló de la Fama de la Society of Illustrators. McGinnis és el tema d'una pel·lícula documental, Robert McGinnis: Painting the Last Rose of Summer, de Paul Jilbert.